# Epitheronia rugosa
Epitheronia rugosa là một loài tò vò trong họ Ichneumonidae.